# Dorking Wanderers FC
Dorking Wanderers FC is een voetbalclub uit Engeland, die in 1999 is opgericht en afkomstig is uit Dorking, Surrey. De club speelt anno 2024 in de National League South.
In het seizoen 2021/22 won Dorking de play-offs van de National League South en verdiende het voor het eerst in de clubgeschiedenis promotie naar de National League, direct onder de English Football League. Na twee seizoenen degradeerde de ploeg weer.

## Geschiedenis
Dorking Wanderers Football Club werd opgericht in 1999 door Marc White, Mark Lewington, Ian Davidson, Lee Spickett en Penny Gregg en begon met voetballen in Division Four van de Crawley & District Football League. Thuisbasis van de ploeg was Big Field Brockham. De club bleef tot 2007 spelen op Big Field Brockham en na verschillende promoties verhuisde het naar Westhumble Playing Fields. 
De club ging door de jaren heen steen steeds beter presteren en verscheidene promoties volgden. Door de groei van de club kwam ook meer geld beschikbaar en voorafgaand aan het seizoen 2018/19 kreeg Dorking Wanderers met de opening van Meadowbank een gloednieuw stadion om in te spelen. Na een gemengde start van het seizoen, voornamelijk het gevolg van een aantal blessures van belangrijke spelers, vond Wanderers vanaf december echt hun vorm en verloor vervolgens slechts één competitiewedstrijd in 2019. Het team won uiteindelijk de Isthmian League Premier Division met 22 punten voorsprong, waarmee ze voor het eerst in hun geschiedenis een plaats in de National League South veiligstelden. De daaropvolgende seizoenen werden echter vroegtijdig afgebroken als gevolg van de coronapandemie.
Het seizoen 2021/22 zou uiteindelijke de boeken in gaan als succesvolste jaar uit de clubgeschiedenis. Wanderers werd tweede in de competitie en plaatste zich zodoende voor de play-offs om promotie. Oxford City en Ebbsfleet United werden hierin verslagen, waardoor Dorking voor het eerst in de geschiedenis promoveerde naar de National League, vlak onder de English Football League. Het daaropvolgende seizoen wist de ploeg zich te handhaven. In 2024 degradeerde de ploeg uit Dorking uit de National League.

## Erelijst
- National League South play-off winnaar: 2021–22
- Isthmian League Premier Division: 2018–19
- Southern Combination: Division Three  2010–11
- West Sussex League: Premier Division 2006–07, Division Two North 2003–04, Division Four North 2000–01